# 戴维·兰普顿

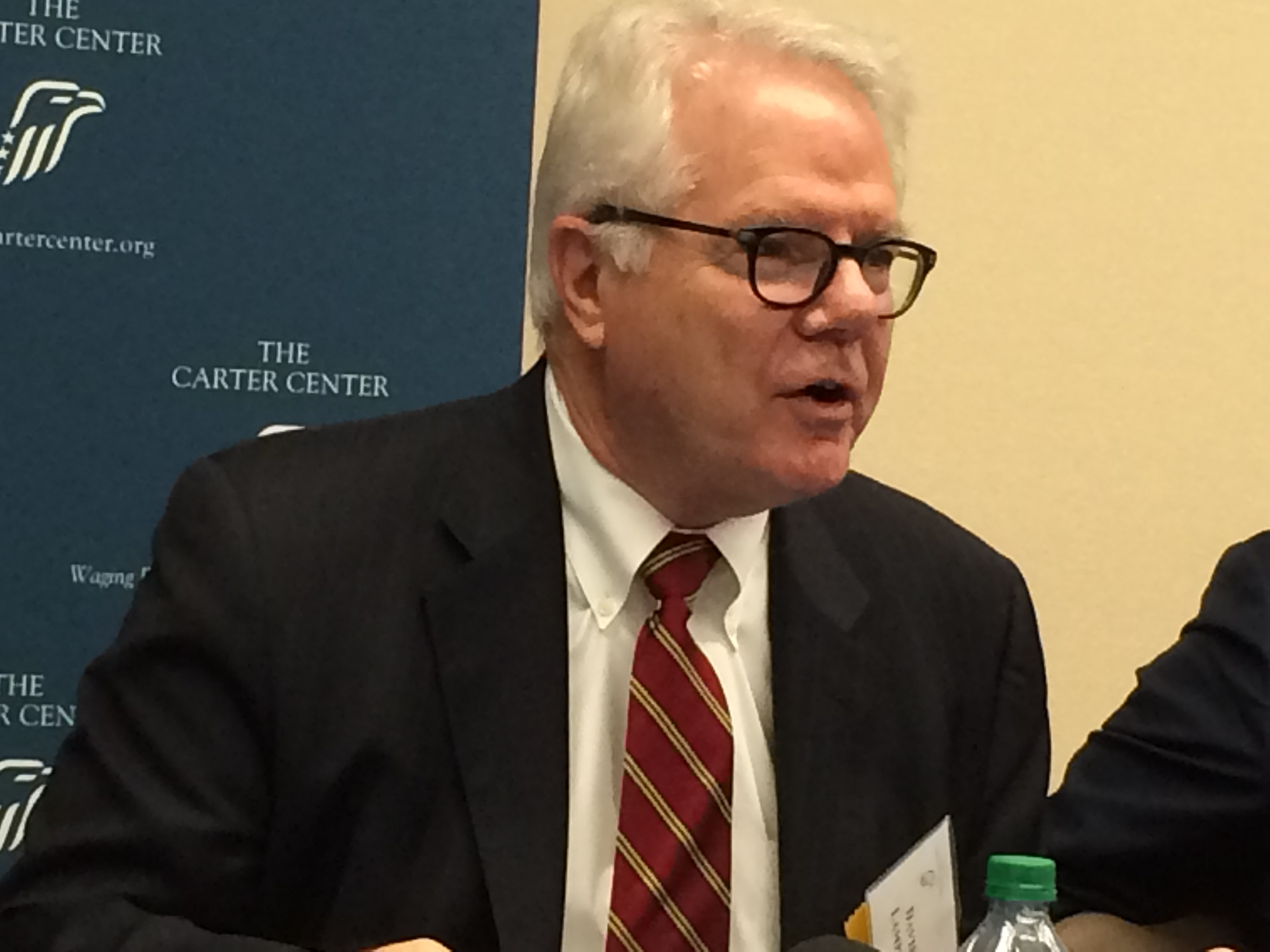
戴维·兰普顿

戴维·兰普顿（英語：David M. Lampton，1946年5月17日—），是美国的中国问题专家。现担任美国约翰霍普金斯大学高级国际研究学院中国研究系主任、亚洲基金会主席，1988年至1997年担任美中关系全国委员会主席，1998年至2006年在尼克松中心及其後身国家利益中心做中国研究项目，2008年美国总统大选期间曾担任贝拉克·奥巴马的中国政策高级顾问。
2014年3月中旬，藍普頓訪問臺灣，與前民主進步黨主席謝長廷會面；謝長廷告訴藍普頓，一個好的兩岸政策必須符合“臺灣人民滿意、美國接受、中國忍受”三個條件，且必須爭取到60%以上支持度才會穩定；藍普頓直接用中文回答，“完全同意”。
2014年7月，藍普頓說，臺海兩岸最高領導層建立制度化關係非常重要，關鍵問題仍在於兩岸領導人會面的頭銜和名義，他認為可以有些彈性；至於會面地點，如果接受第三地，1993年辜汪會談的新加坡就是一個非常有用、且得到廣泛認同的地點。
2015年11月11日，藍普頓說，馬習會是一次非常積極的歷史性會見，表明中華人民共和國政府願意像過去那樣基於九二共識來看待未來的臺灣海峽兩岸關係，試圖為現行兩岸政策的延續奠定基礎，“這對美國利益來說是令人歡迎的，符合兩岸利益，符合美國利益，明顯也符合習近平所想的中國利益”；馬習會舉行了，不意味著未來兩岸關係一定不會有困難，但對美國而言意味著：當臺灣離開兩岸現狀太遠、成為不穩定因素時，即便是像小布希這樣的臺灣朋友也會站出來捍衛美國利益、維持現狀，“美國對於此次會面的正面反應就是一種顯示，即：我們的利益沒有改變；如果（臺灣）未來的政府像陳水扁那樣行事，那我們可能以跟我們以往反應那樣的方式再作反應”。藍普頓還說，對於蔡英文而言，在任何背景下講“一個中國”都困難，“未來或許會成為問題”。

## 著作
- 《追踪领导人：统治中国——从邓小平到习近平》（2014年）
- 《中国力量的三面：军力、财力和智力》（2008年）
- 《同床异梦：中美关系1989-2000》（2001年）
- 《改革时代中国外交与安全政策的制定：1978-2000年》（主编，2001年）
- 《通向权力之路：当代中国的精英流动》（1986年）
- 《现代中国的疾病政治》（1977年）
- 《美中关系处在十字路口》（1993年）